# 옌원강
옌원강(중국어 간체자: 闫文港, 정체자: 閆文港, 병음: Yán Wéngǎng, 한자음: 염문항, 1997년 7월 1일~)은 중화인민공화국의 스켈레톤 선수이다. 2022년 동계 올림픽에서 남자부 동메달을 획득했으며, 이는 중국 최초의 올림픽 썰매 종목 메달이다.